# Nicolas Marie Quinette
Nicolas Marie Quinette, barone di Rochemont (Parigi, 16 settembre 1762 – Bruxelles, 14 giugno 1821) è stato un politico francese.

## Biografia

### Inizio della carriera
Figlio di Jean Quinette, avvocato al Parlamento di Parigi, e di Mariette Pétronille Calais, Nicolas-Marie Quinette era notaio a Soissons quando scoppiò la Rivoluzione francese. Inizialmente ostile alle idee rivoluzionarie, alla fine le abbracciò. Nel 1791 fu nominato amministratore del dipartimento dell'Aisne e poi eletto deputato per il dipartimento all'Assemblea legislativa, dodicesimo su quattordici, con 283 voti su 533 espressi.

### Deputato di estrema sinistra
Seduto a sinistra, era uno dei membri più avanzati dell'Assemblea. Il 25 novembre 1791 fu nominato membro del nuovo Comitato di vigilanza creato dall'Assemblea, insieme ad altri deputati di estrema sinistra come Isnard e Merlin de Thionville.
Appoggiò vigorosamente il sequestro dei beni degli emigrati e poi la dichiarazione di guerra all'Austria il 20 marzo 1792. Dopo il 10 agosto, fu membro della commissione incaricata di esaminare la condotta dei ministri del re deposto e sollecitò un procedimento contro il duca di Cossé-Brissac, comandante della guardia costituzionale di Luigi XVI, che fu assassinato un mese dopo. Fu quindi inviato a raggiungere l'esercito di La Fayette, che aveva appena disertato.

### Montagnardo
Il 4 settembre 1792, Quinette fu rieletto alla Convenzione nazionale, la prima di dodici, con 525 voti su 650 espressi. Pur sedendo sui banchi della Montagna, il 21 settembre tentò di temperare la proposta di Collot d'Herbois sulla proclamazione della Repubblica, sostenendo che spettava al popolo francese decidere in merito. Allo stesso tempo, svolse diverse missioni presso gli eserciti. Divenne membro della commissione per l'istruzione pubblica e membro sostituto della commissione per le finanze. Il 6 dicembre 1792 fece approvare un decreto sul processo al re, che creava la Commissione dei Ventuno per redigere una dichiarazione dei crimini del sovrano deposto.
Al processo di Luigi XVI, scelse di votare contro l'appello al popolo, a favore della pena di morte e contro la grazia. Il 23 marzo 1793 ordinò la trasformazione del Comitato di difesa generale in Comitato di salute pubblica, che entrò in vigore il 6 aprile.

### Arresto e prigionia

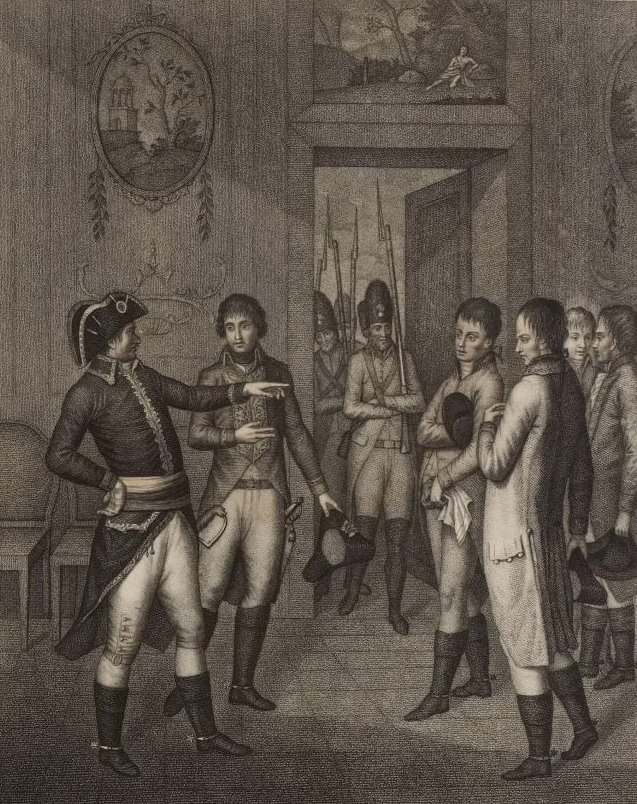
Dumouriez fa arrestare i deputati François Lamarque, Armand-Gaston Camus, Nicolas-Marie Quinette, Jean Henri Bancal des Issarts e il ministro della Guerra Pierre Riel de Beurnonville.

Nel frattempo, il 2 aprile, fu inviato a Saint-Amand con il ministro della guerra Beurnonville e tre colleghi per arrestare il generale Dumouriez. Dumouriez lo arrestò e lo consegnò agli austriaci sotto il principe di Coburgo. Rimase rinchiuso con i suoi colleghi per più di due anni, in condizioni di detenzione difficili. Alla fine furono rilasciati e scambiati con la futura Madame Royale il 25 dicembre 1795 a Basilea. Il nuovo Consiglio dei Cinquecento dichiarò allora che aveva ben meritato il suo Paese.

### Al Consiglio dei Cinquecento
Quinette riprese allora la sua carriera politica e nel 1796 fu eletto al Consiglio dei Cinquecento dai dipartimenti del Nord e dei Bassi Pirenei. Presiedette l'assemblea dal 21 novembre 1796 al 20 dicembre dello stesso anno. Tuttavia, fu rimosso dal Consiglio nelle elezioni del 1797, vinte dai realisti. Divenne quindi nuovamente amministratore dell'Aisne, prima di essere nominato dal Direttorio all'amministrazione dei registri e delle proprietà.

### Ministro dell'interno (1799)
Il 22 giugno 1799 (4 Messidoro Anno VII), Quinette fu nominato Ministro dell'Interno dal Direttorio epurato in seguito al colpo di Stato del 30 pratile. Nominò il suo amico ed ex collega alla Convenzione, Roux-Fazillac, a capo della prima divisione del ministero. Sotto la pressione neo-giacobina dell'estate 1799, in luglio chiese ai suoi capi ufficio di condurre un'inchiesta sul patriottismo dei funzionari. Durante il suo breve ministero tuttavia non dimostrò grandi capacità e fu licenziato da Napoleone in seguito al colpo di Stato del 18 brumaio.

### Al servizio di Napoleone
Alla fine si schierò a favore del nuovo regime e fu nominato prefetto della Somme nel 1800, dove dimostrò grande moderazione nelle sue funzioni e riuscì a rafforzare il consenso intorno al regime napoleonico. Come prefetto della Somme, accolse i plenipotenziari francesi, britannici, spagnoli e olandesi al Congresso d'Amiens del 1802. Nel 1808 Napoleone lo nominò Cavaliere e poi Barone dell'Impero nel 1810.
Quinette fu nominato consigliere di Stato nel 1810 e nello stesso anno divenne direttore generale dei conti comunali. In questa posizione, lavorò alla stesura di una tabella generale dei conti delle principali città dell'Impero, che presentò nel 1813, insieme a una sintesi dei bilanci di tutti i comuni.
Nel 1814 sostenne la caduta di Napoleone e si ritirò nella sua tenuta vicino a Parigi.

### I Cento giorni e la commissione di governo
Durante i Cento giorni, il barone Quinette si schierò nuovamente dalla parte dell'Imperatore. Quest'ultimo gli affidò una missione straordinaria nelle regioni dell'Eure, della Senna Inferiore e della Somme, che gli valse un seggio nella Camera dei Pari imperiale dal 2 giugno 1815. Intervenne in una sola occasione, per sostenere la proposta di La Fayette di dichiarare permanenti le camere e di armare tutte le guardie nazionali dell'impero.
Il 22 giugno 1815, dopo Waterloo, Quinette fu nominato membro della Commissione provvisoria di governo presieduta da Fouché. Insieme al suo collega Carnot, un altro ex regicida, si oppose strenuamente al ritorno dei Borboni. La sua preferenza era infatti per la restaurazione della Repubblica. Il 28 giugno, alla Camera dei Pari, pronunciò un abile discorso che eludeva la questione dell'adesione di Napoleone II, soddisfacendo così Fouché, che si era già schierato a favore dei Borboni.

### Esilio e morte
Il ritorno di Luigi XVIII segnò de facto la fine della carriera di Quinette. Bandito dalla Restaurazione con la legge contro i regicidi del 1816, si imbarca allora per gli Stati Uniti. Al suo arrivo a New York, fu accolto calorosamente da altri emigrati francesi, in particolare da Giuseppe Bonaparte. Nel 1818 salpò per l'Inghilterra, si stabilì per un certo periodo a Liverpool e infine si ritirò a Bruxelles, dove visse i suoi ultimi anni. Morì nel 1821 a causa di un ictus.